# Cyprien Biyehima Kihangire
Cyprien Biyehima Kihangire (né le 19 mars 1918 à Hoima en Ouganda, mort le 1er novembre 1990 à Gulu) est un évêque catholique ougandais, évêque de Gulu de 1968 à 1988.

## Biographie
Cyprien Kihangire est ordonné prêtre le 17 février 1951.
Le 12 novembre 1962, il est nommé évêque titulaire de Maura (de) et évêque auxiliaire de Gulu. Il est consacré  par le cardinal Guido del Mestri le 24 mars suivant. Le 20 janvier 1964, il reçoit en plus la charge de premier ordinaire militaire pour l'Ouganda qu'il conserve jusqu'en 1985.
Il participe aussi comme Père conciliaire aux sessions 2,3 et 4 du concile Vatican II.
Promu premier évêque d'Hoima (en), sa ville de naissance, le 9 août 1965, il devient évêque de Gulu le 19 décembre 1968. Durant son ministère à Gulu, il est l’un de ceux qui assistent le plus activement les populations pauvres de la région du Karamoja.
Il démissionne de son siège épiscopal pour raisons de santé le 9 janvier 1988, et il meurt le 1er novembre 1990.